# Voetbalkampioenschap van Saale 1912/13
In 1912/13 werd het zesde voetbalkampioenschap van Saale gespeeld, dat georganiseerd werd door de Midden-Duitse voetbalbond. Hallescher FC 1896 werd kampioen en plaatste zich voor de Midden-Duitse eindronde. De club versloeg Chemnitzer FC Sturm en FC Carl Zeiss Jena en bereikte zo de finale, waarin ze met 2:0 verloren van VfB Leipzig.

## 1. Klasse
| Plaats | Club                      | Wed. | W | G | V | Saldo | Ptn.  |
| ------ | ------------------------- | ---- | - | - | - | ----- | ----- |
| 1.     | Hallescher FC 1896        | 8    | 8 | 0 | 0 | 38:07 | 16    |
| 2.     | Hallescher FC Wacker 1900 | 8    | 4 | 2 | 2 | 30:15 | 10:06 |
| 3.     | FC Hohenzollern Halle     | 8    | 3 | 0 | 5 | 16:29 | 06:10 |
| 4.     | Hallescher BC Borussia 02 | 8    | 2 | 1 | 5 | 16:30 | 05:11 |
| 5.     | FC Britannia Halle        | 8    | 1 | 1 | 6 | 13:32 | 03:13 |

|  | Kampioen, geplaatst voor Midden-Duitse eindronde |
|  | Promotie-Degradatie play-off                     |

Promotie-Degradatie play-off
|            |                    |        |                     |  |
| 4 mei 1913 | FC Britannia Halle | 11 - 0 | SpVgg Olympia Halle |  |
| 4 mei 1913 |                    |        |                     |  |